# خبرگزاری موریتانی
خبرگزاری موریتانی (عربی: الوكالة الموريتانية للأنباء؛ انگلیسی: Mauritanian News Agency (AMI))، خبرگزاری دولتی و رسمی کشور موریتانی است و دفتر مرکزی آن در نواکشوت پایتخت موریتانی است.
این خبرگزاری در سال  ۱۹۷۵ میلادی تأسیس شد و به زبان های عربی، فرانسوی و انگلیسی خبرهای خود را بر روی وبگاه های اینترنتی منتشر می کند.
چنانچه در قسمت «درباره ما» توضیح داده است، خبرگزاری موریتانی همچنین دو روزنامه را تحت نظر خود منتشر می کند. 
خبرگزاری موریتانی عضو اتحادیه خبرگزاری های مدیترانه ای و  اتحادیه خبرگزاری‌های کشورهای عرب (فانا) است.